# ソニックプライム
『ソニックプライム』（Sonic Prime）は、2022年12月15日にNetflixで配信されたアメリカとカナダのWebアニメ。ワイルドブレイン、セガ、マン・オブ・アクション・エンターテインメント制作。
ソニックシリーズのアニメシリーズとしては第6作目となる。

## 概要
アニメは2021年2月1日に正式に発表されたが、2020年12月にTwitterの投稿により、その存在が誤って漏れた。
2022年にリリースされ、第1シーズンは24話を含む。作家のダンカン・ルーローはアニメの発表直後にソニックプライムは新しいものを作成するのではなく、セガによって確立された既存のソニックユニバースに基づいて構築されると述べ、ソニックチームのプロデューサーである飯塚隆は、後にソニックプライムはゲームで見られるのと同じ設定で行われ、モダンソニックを特徴すると述べた。続いてそのためにソニックプライムをソニックトゥーンのようなコンピュータゲームに変える計画はないと述べた。

## 登場人物

### ソニック側
ソニック・ザ・ヘッジホッグ
主人公。世界最速の青いハリネズミ。
行動
友達と共にエッグマンに対して交戦ながら「パラドックス・プリズム」を崩壊き、彼からテイルス達を引き離す。
マイルス "テイルス" パウアー
ソニックの相棒のキツネ。メカに強い。
活躍

ナックルズ・ザ・エキドゥナ
赤いハリモグラ。ソニックのライバルであり、ケンカ友達。
活躍

エミー・ローズ
ピンク色のハリネズミの女の子。ソニックのことが大好き。
活躍

ルージュ・ザ・バット
白いコウモリ。ナックルズとは犬猿の仲。
活躍

### エッグマン側
ドクター・エッグマン
悪役。悪の天才科学者であり、ソニックの宿敵。
活躍

オーボット

キューボット

### ニューヨウクシティ
ナイン（Nine）
ニューヨウクシティにおけるテイルズ。
容姿
正常のテイルスとは異なり、耳の先が二つに分かれ、頭の毛皮房が上向きになり、毛皮のオレンジ色が少しくすんでいる。白い運河とオレンジ色の端を持つ大きな三角形の耳が頭の上で二つに分かれ、額に三つの上向き髪の房。
服装はフードと複数のメカニカル尾を備えた灰色のメカニカル衣装と、白いハイライトが付いた黒靴を着用している。左手袋も黒色で、白い縞模様と指先があり、右手袋は真っ白。シルバーのバックルに取り付けられた闇グレイのベルトと、七つのメカニカル尾をアクティブにするシアン色のボタン、左手首の歯車のようなブレスレット。
性格
ぶっきらぼうかつ理不尽で辛辣い少年として振る舞う、何年にもわたって激しくいじめられてきたため、おそらく「ニューヨウクシティ」の住民たちよりも更にそう。残忍かつ自己隔離的で好戦的な言動も目立つで脅威を感じたときはいつでも暴力に訴える。
戦闘力
七つの機械的な尻尾を使ってクモのように壁をよじ登る。
過去
正常のテイルスの過去とは異なり、狡猾な頭脳を使って七つのメカニカル尾を作り、いじめっ子らに反撃することにした。それ以来、「ニューヨウクシティ」の過酷な社会の住民らと同じように野蛮人でした。
活躍
秘密の研究室で忙しくしている間にソニックは正常のテイルスと間違えて入ってきる。ソニックが家に不法侵入している即座に脅された感じた後は彼と一騎討ちを始める。一戦中、電車に殺れそうになった時、ソニックに救われた。その後、一見友情ことなど、考えもしない。だが、ソニックが信頼できる人であり、害を及ぼさないことに気付いたり、ソニックと彼の靴から発せられるエネルギーに魅了された後は彼を助け始め、最初のパートナーになり、後に仲間になる。その後は無愛想で厳しさは徐々に薄れ、温かい心を見せて始める。
他の作品で登場
『Sonic Forces: Speed Battle』では、プレイアブルキャラクターとして登場している。
ラスティ・ローズ（Rusty Rose）
エミーの「ニューヨウクシティ」版。
容姿
正常のエミーとは異なり、頭を除く全身がロボット化。体の大部分は濃い灰色。ピンク色のフリッキーが胸腔内にあり、パワーアップに使用される。クイルはより機械化。左目は正常なままが、二つではなく一つの中くらい長さのまつ毛がある。右目は機械的で、色を変えることができる光る瞳孔と、その前に配置された通気口のカバーに似た機械的層を備える。額の前髪は鋸刃に置き換えられた。
服装は少し使い古された赤と白のメカニカル鎧を着用し、脚に追加の銀と赤鎧を装備。左手に金のカフ。
性格
極めて強い冷酷残忍かつ効率的で非情な殺人ボットハリネズミ少女として振る舞う、委員会を除く彼女を支配する者、そしてそれらだけに忠誠を示す。また、ブラック・ローズと出会った後から性格が変わり時折笑顔を見せるようになった。
戦闘力
並外れた力と手足を自由に伸ばす能力を持っているため、より効率的かつ迅速に動くことができる。
過去
「カオス委員会」の到着前は不明。だが、ソニックがそれについて尋ねると、「サバイバルには適応が必要です」と答えるように技術的に増強されるために自発的に自分自身をひっくり返した可能性がある。別の次元でのペットのフリッキーであるバーディーも、ロボット化の体の燃料源になる。
活躍
ソニックが「ニューヨウクシティ」に到着したを観察し、その出来事をミスター・ドクター・エッグマンに報告している最初に見られた。ソニックとナインが捕らえられ、ドクター・バブルによって「カオス委員会」の残り部分に持ち込まれた後はソニックの能力テストを開始し、全て「カオス委員会」の指示の下で彼を処刑する準備をした。しかし、ソニックは「レジスタンス軍」のレベルとナックスに救われ、二人と交戦に挑む。彼女のシステムがナインによってハッキングされる前にソニックをほぼ拳り殺らせ、「カオス委員会」に反対し、右目をライム緑に変える。ソニックらが「ニューヨウクシティ」の動力源（「プリズム・シャード」であることが明らかなった）に到達するを助け、ソニックとナインが破片に到着すると「カオス委員会」を遠ざけるが、すぐに彼らの力に圧倒された。ソニックが逃げた後は「カオス委員会」のプログラミングが再開し、目は再び赤くなり、悪な心に戻った。
しかし、ソニックが「ニューヨウクシティ」に戻る後は「レジスタンス軍」と「カオス委員会」の間の大規模な交戦の間に到着し、ソニックとナックスとの会話の録音を他の人に表示す。ナインが「プリズム・シャード」を回収する「カオス委員会」に捕らえられた後は逃げ出し、「レジスタンス軍」を「エッグフォーサー」らに任せた。
「ノープレイス」も入っていた後は「カオス委員会」が「プリズム・シャード」の力を利用して他の「シャター・スペース」に移動する際にそこに送られた巨大な戦艦に乗っている。躊躇してある種のグリッチを経験するブラック・ローズを目にするまでソニックが現在位置している「天使の航海」への攻撃を開始する。その後、攻撃を止めることを選択し、代わりに別の「プリズム・シャード」であることが明らかなった「悪魔の灯台」に向かいた。「天使の航海」は追いつき、大規模な交戦を開始だが、セイルズによる「エッグフォーサー」らのスタンロッドの一つによって無力化されるまで「天使の航海」の乗組員に捕らえられた。
他の作品で登場
『Sonic Forces: Speed Battle』では、プレイアブルキャラクターとして登場している。
市民1998（Denizen 1998）
ビッグの「ニューヨウクシティ」版。
容姿
正常のビッグとは異なり、耳と頬に余分な毛皮の房がある。
服装はオレンジ色のパトロールキャップ、襟とポケットにオレンジ色のハイライトが入ったボロボロの高褐色のリンガーTシャツ、左ストラップが壊れていてオレンジ色の布が腰に巻かれている茶色のオーバーオール。また、オレンジ色の手袋と、黒と黄色のハザードストライプで飾られた黒色の鋼の爪先のサンダルも着用。白い卵のロゴがキャップとシャツのポケットにある。
性格
静かで無感情なオスネコとして振る舞う、トラブルを避ける。また、正常のビッグとは同じ釣りを楽しみ、カエルくんを世話する。
過去
「エッグフォーサー」達に侵略され破壊されるまでグリーンヒルで平和な生活を送っていた。遺跡は「カオス委員会」によって舗装され、彼らの支配下で森は全体主義的な街並みに変わる。
活躍
ソニックが「ニューヨウクシティ」を入る後はソニックによってビッグ・ザ・キャットと間違われる。ソニックがうっかりパトロール中の「エッグフォーサー」らに警告した後、すぐに逃亡する。その直後、「ニューヨウクシティ」が突然の停電に見舞われる前に安全ドローンがこの事件について尋問した。釣りしている時に「レジスタンス軍」のレベルとナックスが「ニューヨウクシティ」の首都から投げ出されている発見し、彼らを無事に運び、「カオス委員会」と激戦で「レジスタンス軍」に加えた。その後、感情を強く開き始める。
カオスソニック（Chaos Sonic）
ソニックのロボット版。
容姿
見た目はオリジナルのソニックと同じだが、頭には偽物の羽ペンと耳がある。
性格
生意気、しゃべりすぎ、競争心が強く傲慢さが非常に強い。
戦闘力

行動

#### レジスタンス軍
レネゲード・ナックス（Renegade Knucks）
ナックルズの「ニューヨウクシティ」版。
容姿
正常のナックルズとは異なり、クイル全体にスポーツ傷があり、額に「+」の形が特徴。
服装は「レジスタンス軍」のシンボルが入った黒色のビーニー、赤と黒のブーツ、白の手袋に黒と緑のガントレット。
性格
勇気決意な性格だが「ニューヨウクシティ」の惨めな抑圧の中で生活から、ほぼすべて希望を失った。怒りだが短気ではない。同じように自由ため、戦うことをやめず、何も恐れない。
レベル（Rebel）
ルージュの「ニューヨウクシティ」版。
容姿
正常のルージュとは異なり、頭は毛皮があり、後ろで六つのポイントに広がっている。
服装は中央に七つの緑の円がある黒とオレンジ色のバックルが付いた茶色のユーティリティベルトに取り付けられた灰色のズボン、赤いネッカチーフ、黒色の手袋と靴下、茶色のストラップが付いた先とがった金属製のサンダル。
性格
「レジスタンス軍」のリーダーとして自信満々な性格。

#### カオス委員会
ドクター・ダンイット（Dr. Done It）
エッグマンに酷似した老人。
容姿
正常のエッグマンとは異なり、大きな白い顎髭と口髭、禿げた頭の上ゴーグル付き丸眼鏡をかけている。スリッパと杖を持っている。
性格
気難しい老人の風格を持ちながら、極めて傲慢な性格で、相手を過小評価する。また、我侭な一面であり、ソニックがクリスタルと同じ力を持っていると最初に聞いた時、ソニックがクリスタルの力を盗む方法を見つけた信じている。
ドクター・バブル（Dr. Babble）
エッグマンに酷似した赤ん坊。
性格
動揺したせっかちな時に泣いたり癇癪を起こしするなど、極めて未熟な性格。また、極めて短気かつ乱暴な一面で、ソニックは彼を「今まで会った中で最も怒っている赤ちゃん」と表現している。
装備
敵と戦うため、赤ちゃんのオモチャに似た卵型のメカ。赤ちゃんガラガラを模したメイスアームやレーザーガトリング銃など、多彩な武装を装備。
過去
他の四人と共に「カオス委員会」に参加した。グリーンヒルを破壊した後に「ニューヨウクシティ」を作成し、各メンバーが自分のエリアを監督する。
ドクター・ドント（Dr. Don't）
エッグマンのエモな十代版。
性格
ステレオタイプな男として振る舞う、コンピュータゲームにはまっていて陰気で物静かた。また、十代のスラングをよく使用し、利己的且つ自己陶酔的な一面ある。
装備
若い年齢も関わらず、技術の天才であり、優秀なプログラマーであり、ナインでさえハッキングする苦労した炎壁を設定することができる。
ドクター・ディープ（Dr. Deep）
エッグマンの哲学的版。
性格
極めて哲学的で発見の哲学的影響ついて大声で塾考する。彼の身振り華やかで誇示のような物であり、デザインは控えめに言っても壮大きる。また、サディスティックな一面ある。
装備
肩に炎のバズソーを備えたハイテク武士鎧のスーツ。
ミスター・ドクター・エッグマン（Mr. Dr. Eggman）
エッグマンの「ニューヨウクシティ」版。
容姿
正常のエッグマンとは異なり、赤と白のブーツ、かつら、他の注目すべき機能が特徴。
服装は赤と黒のユニフォーム、稲妻と星のシンボル。稲妻のシンボルはユニフォームの上部を水平方向に黒と赤に分けている。

### ボスケージメイズ
プリム（Prim）
ルージュの「ボスケージメイズ」版。
容姿
正常のルージュとは異なり、頭は毛皮があり、後ろで六つのポイントに広がってあり、口紅はない。目と額の周りティールマーキング。頭に房状の髪の毛があり、全体的より乱雑な毛皮。
服装は葉っぱで出来たその場しのぎのシャツ。より多く葉でまとめられた茶色の手袋。使い古した茶色のズボンと木の葉で出来た靴、両方ともロープで結ばれている。
性格
本能的に狡猾かつ利己的で操作的な性格だがより冷静かつ慎重。
ナーリー（Gnarly）
ナックルズの「ボスケージメイズ」版。
容姿
正常のナックルズとは異なり、赤い毛皮、ドレッドヘア、胸に三日月形の白いマークが特徴。銃口は桃色。
服装は葉で作られた帽子をロープで結び、手袋は黄色がかった色で、正常版の手袋に見られる典型的なスパイクは代わり植物とげでできる。ショーは葉っぱで出来ている。額とドレッドに濃い赤の部族の入れ墨。ドレッドを飾るブレスレット。
性格
奇妙な物に対する正常のナックルズのすべて不信感を完全に妄想するレベルまで持っている。彼を周り環境さえ疑い持ち、木が話したり聞いたりしている非難。
戦闘力
槍を使用し、非常に正確に投げることができる。
ハングリー（Hangry）
ビッグの「ボスケージメイズ」版。
容姿
正常のビッグとは異なり、縞模様が腕と長い尻尾を駆け抜ける特徴。体全体、主に頭と腹に多く黒い斑点。
服装は薄茶色の手袋を葉っぱで固定。靴はロープで一緒に保持されている葉で構成。
性格
食欲旺盛な性格。
マンジー（Mangey）
テイルスの「ボスケージメイズ」版。
容姿
正常のテイルスとは異なり、ほとんどが琥珀色がかったオレンジ色と白い毛皮を持って特徴。頭のてっぺんに白い運河のある大きな三角形の耳、胴体の全部に白い毛皮、胸の上部にフワフワした白い毛皮、頬の凝灰岩のある白い毛皮の銃口あり、額に三つの髪の房がある。
服装は葉で覆われた白い手袋、そして靴も同様に葉でできている。腕・胴体・後頭部に虎のような模様。頬の髭に似た同様のマーキング。耳と髪の先端に赤いハイライトがある。
性格
頭いいではないだけでなく、非常に低いレバルの知性と口頭でコミュニケーションを示す。また、四つん這いで走り回り、足で耳を掻くなど、野性的な犬のような性格を示す。
ソーン・ローズ（Thorn Rose）
エミーの「ボスケージメイズ」版。
容姿
正常のエミーとは異なり、ピンク色のモヒカン刈り、緑色のスカート、顔の茶色の部分あり、胸に緑葉が特徴。
性格
一見彼らはジャングルに住んでいたので、プリム達と友達だった平和な少女でしたが、非常に保護的する。しかし、プリム達の有害な行動のため、プリム達を襲撃するなど、乱暴かつ好戦的になる。
バーディー（Birdie）

### ノープレイス

#### 「天使の航海」海賊団
ブラック・ローズ（Black Rose）

セイルズ（Sails）

バッテン（Batten）

キャットフィッシュ（Catfish）

ナックルズ・ザ・ドレッド（Knuckles the Dread）
ナックルズの「ノープレイス」版。
容姿
正常のナックルズとは異なり、頭の側面と後ろに七本の波状のドレッドヘアのようなトゲがあり、黒と茶色の帯が付いている。金歯が特徴。
服装は頭には黒と金の縁取り海賊帽子、下側に金色のマークが付いた水色のベスト、ベストの下には白いシャツ、赤と金のボタンが付いた紫色のクラバット、ナックルにマッチしたスパイクが付いた茶色の手袋ブーツ。
性格
子供っぽいかつ我侭な性格で、冒険と宝探し喜びを見出す代わりに穏やかな海に船を止め、乗組員の残骸がパーティーを開いているだけだった。短気だが怒り続けるための根底にある激怒の問題を欠いており、すぐ彼の激怒を乗り越える。

#### ジャック海賊団
ジャック（Jack）
ドレッドの古い乗組員の船長である海賊アライグマ。
容姿
小豆色の毛皮、濃褐色と小麦色の毛皮、シアンの目、銃口を覆う白い肌が特徴。
服装は黒色のブーツ、黒色の手袋、チャオのシンボルと「ｘ」が描かれた黒色の海賊バンダナ。
性格
鋭い効いた熱心で、彼と乗組員たちとって有益なこと。正しく扱われたいが、ドレッドに有利になる。好物はシードッグ。
過去
嵐中、ドレッドは「悪魔の灯台」を探していた。不安定な障害物に近づくと、ドレッドにコースを変更するように頼んだが、ドレッドは要求を拒否する。船が墜落した後はドレッドを自暴自棄り、乗組員をたちボートに乗せた。それ以来、古い乗組員たちの船長になった。
バニー・ボーンズ（Bunny Bones）

### ザ・グリム
ナイン（Nine）

### その他
シャドウ・ザ・ヘッジホッグ
ソニックのライバル。クールな性格。
ソニック達に対して距離な態度は相変わらずながらも、時々を組んで協力することもある。
活躍
「パラドックス・プリズム」崩壊事件の前にグリーンヒルを駆け抜け、カオス・エメラルドを探すためにスピン攻撃でいくつかの岩を砕きる。カオス・エメラルドも入手した後はカオスコントロールを利用し始め、ソニックやドクター・エッグマンとの交戦によって引き起こされた衝撃波で中断される前にテレポートした。
その衝撃波をソニックの攻撃と認識し、その場を離れていった。その後、ソニックが急いでリングを集め、すぐに彼の顔を殴るので、ソニックを傍受するために進み。尋問するが、ソニックが逃げ、彼の強さに対する単純な嫉妬として取り繕うだろう。ソニックを交戦だが、ソニックのスピンダッシュによって攻撃され岩の壁中に真っ直ぐ叩く喧嘩は終わった。しかし、壁から飛び出し、ソニックを追いかける。その後、「パラドックス・プリズム」が壊れる目撃したが、カオスコントロールを利用して爆発の邪魔にならないようにテレポートし、「シャター・スペース」の間の次元に再び現れた。「シャター・バース」で立ち往生しているもかかわらず、ソニックに語り中になっている幻覚として見ることができる。
ソニックが「ノープレイス」から脱出した後、「シャター・バース」のクリスタルの一つでソニックをインターセプトし、家に帰りたいというソニックの声を聞いた後は怒ってソニックにもう一度急いで行き、彼と激戦準備ができているので、「ホームなどもはや存在しない」とソニックに言いした。
ビッグ・ザ・キャット
のんびりとした巨大なネコ。カエルくんとは親友。

## ソニックの設定

### プリズム靴と手袋
作品だけに登場するソニックの新しい靴と手袋。
第一話の「くずれた世界」後は「パラドックス・プリズム」を崩壊し、そのエネルギーを浴びることによってソニックは他の別の次元に移動する独自の能力を獲得した。ナイン曰く「『プリズム・エネルギー』の生物学的バッテリーである」。
ソニックは「パラドックス・プリズム」のシャードの一つに触れるか「シャター・バース」にテレポートする十分な速さで走ることによって他の世界に入る。エネルギーはやや不安定だが、ギアが爆発しないようにするにはナインによって開発された特別なレギュレーターらが必要。
「シャター・スペース」の地形にも適応。「ボスケージメイズ」では、手袋は表面を登ることができるスパイクを持っており、「ノープレイス」では、靴は水の上を歩くことを可能にするホバークラフトとして機能。

## 作品用語
グリーンヒル
ソニック達のホーム。
ゴーストヒル

シャター・バース（Shatterverse）
「パラドックス・プリズム」の崩壊されて出来た空間。紫色と何千もの水晶のようなシャードがその中、浮かんでいる、宇宙に似た空間の空虚。ソニックが「パラドックス・プリズム」を崩壊した時に作成された。
ナインが「シャター・スペース」と呼んでいる、様々な次元を接続するハブとして機能する。ソニックがそれを作成したため、「プリズム・シャード」の力を使ってそれを通過することができる。また、ナインとラスティ・ローズも赤い「プリズム・シャード」のエネルギーをテクノロジーで利用することで侵入できる。一方、カオスコントロールを使用することで、ソニックのライバルであるシャドウは自分自身が断片化される防ぐことができたが、代わり立ち往生した。
シャター・スペース（Shatterspaces）

ニューヨウクシティ（New Yoke City）
世界テーマはサイバーパンク。「カオス委員会」によって支配されたディストピア都市、完全に工業化され、ひどく汚染された別の宇宙からグリーンヒルの捻れた版。
世界では、ソニックは存在しなかったので、暴君的なカオス委員会に挑戦したり、人々を鼓舞したする者はないした。惨めで抑圧的な街で、醜い技術とどこでもネオン照明で完全に工業化され、空はスモッグで満たされた。自然の痕跡がないため、すべて金属、グラスとコンクリートある。卵形の建物が多い。
「エッグプロパガンダ」はどこにでもあり、ロボットたちが通りパトロールして市民たちが列に並ばないよう。歩道は電動化されており、人々は一般的に歩道を歩かず、整然としたペースで移動することができる。
ボスケージメイズ（Boscage Maze）
世界テーマはジャングル。
緑「プリズム・シャード」の力によってジャングルに変身したグリーンヒルの版。
ノープレイス（No Place）
世界テーマは海賊。
青い「プリズム・シャード」の力によって果てしなく広がる海に変貌したグリーンヒルの版。グリーンヒルの山々の頂は海を隔てた島として機能するようになる。
ザ・グリム（The Grim）
世界テーマは砂漠。
他の「シャター・スペース」とは異なり、生命、文明、またはソニックの断片化された友達の代替版を欠いている次元。灰色の六角形の岩石が点在する砂漠ような世界。
パラドックス・プリズム（Paradox Prism）
グリーンヒルの洞窟に隠れた神秘的な力を持つ非常に強力な宝石。
ギザギザの容姿を持つ大きな色とりどりの水晶の塊。ソニックのスピンボール攻撃を受けて砕け散ると、同色の「プリズム・シャード」が五つになった。色は赤色、緑色、黄色、紫色と青色。
空間操作が可能で、人々を別の次元に送ることができる。粉々になっても、シャードは計り知れない力と能力を発揮する。シャードがすべて同じ能力を共有しているかどうは不明も、それぞれが者を別の次元に送る同じ力を共有している。特別なテクノロジーを使用するか、ソニックが彼に「シャード・エネルギー」を使用して触るまたは実行中、移動した。
プリズム・シャード（Prism Shard）
「パラドックス・プリズム」の断片。ソニックが触れることで「シャター・バース」を移動できるようにする。また、「カオス委員会」とナインは技術を使用して力を使用することができる。別名「エネルギー・クリスタル」、「グレート・グリーン」、「悪魔の灯台」。
「プリズム・シャード」に燃料を供給するエネルギーは「プリズム・エネルギー」と呼ばれる。
各「プリズム・シャード」は固有の能力があるよう:
- 「カオス委員会」は赤いシャードを使用して、すべて「ニューヨウクシティ」と機械に電力を供給する。
- ソーン・ローズは緑のシャードを使って植物を急速に成長させ、巨大な木を作る。
- 青いシャードは嵐を起こしながら周り回る多く岩を浮揚させる。
- 黄いシャードは元のグリーンヒルの幽霊のように腐敗した遺跡に位置し、パラドックス・プリズムが崩壊になる直前にあった止まったく同じ場所にある。能力はまだ不明。
- 紫色のシャードは岩を植物や果物に変える。

カオス委員会（Chaos Council）
「ニューヨウクシティ」の独裁者の覇権帝国主義統治隊。敵の組織。司令官はミスター・ドクター・エッグマン、ドクター・バブル、ドクター・ドント、ドクター・ディープやドクター・ダンイット。
エージェントらは、主にリーダーによって設定されたルールを適用するロボットらであり、その主なエージェントはラスティ・ローズある。
歴史
ソニックが存在しなった別の現実では、ドクター・エッグマンは（カウンターパート達と共に）グリーンヒルを首尾よく乗っ取り、「ニューヨウクシティ」に変える。ソニックの捕獲に成功し、ソニックの力を引き出す前に「レジスタンス軍」によって妨害する。その後、安全ルームに戻った。ソニックが「パラドックス・プリズム」の赤色のシャードに入った後、エッグマン達は「レジスタンス軍」を弱体化させることに成功し一週間交戦続ける。
ソニックが「ニューヨウクシティ」に戻った後はエッグマン達は、再び彼らに対する交戦った。「パラドックス・プリズム」の存在を知り、宇宙征服を目論む。ナインの捕獲に成功し、ラスティ・ローズを送って別次元でソニックを追うきる。
レジスタンス軍

天使の航海（Angel's Voyage）
ナックルズ・ザ・ドレッドに所有する海賊船（具体的にはガレオン船）。
赤と白色の大きな海賊船が特徴で、主帆に黒色のドレッドの紋章が付いた。海賊船なので、機能や能力スタイルは海を渡って移動でき、敵対船を攻撃するために使用できる大砲をホストする。
パワー・アンプ（Power Amplifier）
速度と力を上げるための装置。
赤いベースに取り付けられたシリンダー形状が特徴。

### カオス委員会関連
エッグフォーサー（Eggforcer）
「カオス委員会」が開発した量産型ロボット。
オレンジ色の顔と体、緑色の目、灰色の脚、灰色の肩とオレンジ色の爪先が特徴。三つのタイプがある。オレンジ色の物は、肩に取り付けられたレーザー砲がある。灰色の物は、レーザー砲を外したも登場。
マザーシップ（Mothership）

### 天使の航海関連
シードッグ（Seadog）
「天使の航海」メンバーらが食べたチリドッグ一種。ホットドッグパン、レリッシュ、タマネギとピーマンが特徴。
「天使の航海」の主な食事と同様に優れた栄養素の供給源。また、ラスティ・ローズとバドニックらがレリッシュの湿り気によって足場を失う可能性。

## キャスト
英語版
- デヴェン・マック - ソニック[4] / カオスソニック / オーボット / キューボット
- アシュレイ・ボール - テイルス / ナイン / マンジー / セイルズ / バニー・ボーンズ
- シャノン・チャン・ケント - エミー / ラスティ・ローズ / ソーン・ローズ / ブラック・ローズ
- ブライアン・ドラモンド - エッグマン / ミスター・ドクター・エッグマン / ドクター・ダンイット
- カズミ・エバンス - ルージュ / レベル / プリム / バッテン
- ヴィンセント・トン - レネゲード・ナックス / ナーリー / ナックルズ・ザ・ドレッド / ドクター・ディープ / ドクター・ドント / ドクター・バブル
- イアン・ハンリン - シャドウ / ビッグ / 市民1998 / ハングリー / キャットフィッシュ
- アダム・ヌラダ - ナックルズ
- ショーン・ウィリアム・マクローリン - ジャック
- ヴァルキリー (YouTuber) - 分隊長レッド

日本語版
- 金丸淳一 - ソニック
- 広橋涼 - テイルス / ナイン / マンジー / セイルズ
- 川田妙子 - エミー / ラスティ・ローズ / ソーン・ローズ / ブラック・ローズ
- 神奈延年 - ナックルズ / レネゲード・ナックス / ナーリー / ナックルズ・ザ・ドレッド
- 遊佐浩二 - シャドウ
- 落合るみ - ルージュ / レベル / プリム / バッテン
- 中村浩太郎→かぬか光明 - ドクター・エッグマン / ミスター・ドクター・エッグマン
- 中村浩太郎→山中誠也 - ドクター・ダンイット
- 長嶝高士 - ビッグ / 市民1998 / ハングリー / キャットフィッシュ
- 岩田光央 - オーボット
- 高木渉 - キューボット

### その他の日本語版キャスト
- 佐々木拓真
- 菊池康弘
- 長谷川暖

## 各話リスト

### 第1期
| # | 原名 副題                                        |
| --- | ------------------------------------------------ |
| 第一話 | Shattered くずれた世界                           |
| ソニックは、宿敵のドクター・エッグマンとの衝突に従事しているながら巨大な力を持つ古代のアーティファクトの「パラドックス・プリズム」を崩壊する。これは時空の連続体に波紋を引き起こし、ソニックをテイルス達から引き離し五つの別版のエッグマンで構成させるグループの「カオス委員会」によって支配させるパラレルワールドであるグリーンヒルのディストピア版である「ニューヨウクシティ」に彼を送った。新しい環境を旅するソニックは、幼少期のいじめっ子に対する武器として機械化された尻尾を構築したキツネ親友のテイルスの変種であるナインに直面し、ソニックが彼を助けることはないでした。ソニックはナインの信頼を勝ち取り、若い天才はソニックの靴と手袋を改造して「プリズム」から体の新しいエネルギーに同調させる。しかし、ソニックとナインは捕らえられ、ソニックはエミー・ローズの変種であるラスティ・ローズによって実行されるテストに連れて行かれ、従順なサイボーグになる。「カオス委員会」のエッグマンメンバーたちがナインを脅かすと、ソニックは力を酷使し、大量のエネルギーを生成させる。しかし、ソニックは急増中にライバルであるシャドウの幻覚ように見える物に気づき、彼との以前の対決にフラッシュバックした。 |                                                  |
| 第二話 | The Yoke's on You ジョークを言ってる場合じゃない |
| フラッシュバックでは、シャドウはソニックがエッグマンのバドニックを攻撃した時にソニックが引き起こす影響を感じながら世界を粉砕するソニックのビジョンを受け取る。シャドウはソニックの行動に疑問を呈し、ソニックがエッグマンの場所に到達する阻止して差し迫った大惨事を防ごうとした。しかし、彼の敵対的な戦術と不可解な警告より、ソニックは彼の意図を誤解し、ソニックがエッグマンに到達する十分なほど彼を遅く前に両方が交戦する。現在に戻るでは、ソニックのエネルギー急増により、「ニューヨウクシティ」が一時的に停電し、「カオス委員会」のエッグマンらを新しい力の源に導き、ソニックの体から「パラドックス・プリズム」のエネルギーを解剖して取り除く決定に至る。しかし、「レジスタンス軍」のレネゲード・ナックスとレベルが到着して彼とナインを救出したが、ラスティ・ローズによって去ることができず、大量のボットらと交戦していしたが、活性化されたレーザー銃のバランスを崩したソニックの薄っぺらなノックによって救われた。 |                                                  |
| 第三話 | Escape from New Yoke 街からにげだせ!             |
| バドニックらのほとんど破壊した後はソニックらは、「カオス委員会」に最高の力を与える「クリスタル」を盗む機械を利用することにした。ナインはラスティ・ローズのプログラミングを乗っ取ることに成功し、ラスティ・ローズを彼らと共に戦わせる。電源がある部屋に到達する、ソニックとナインは二人が電源を取得している間、入ってくるバドニックらと戦う時間を稼ぐレベル、ナックスとラスティから分離された。クリスタルの実は「『パラドックス・プリズム』のシャード」であることが判明。これにより、ソニックはエッグマンを止めようとした時に「パラドックス・プリズム」を壊した後は世界を変えたことに気づきる。ソニックは赤色のシャードに触れることを控えるが、ナインの主張でソニックはそれに触れ、彼を別の宇宙に送る。 |                                                  |
| 第四話 | Unwelcome to the Jungle きびしいジャングル       |
| ソニックは「ボスケージメイズ」のジャングル世界に送られ、そこでおなじみの「怪物」を恐れて暮らすマンジー、プリム、ナーリーとハングリーと出会う。プリムらがソニックの速度を使って怪物の気をそらし、森から食べ物を手に入れることができる見て、プリムはソニックを増して「パラドックス・プリズム」のシャードに導くという約束で彼らを助けさせる。食べ物を探している間、怪物は彼らを攻撃し、プリムらを隠れ家に送り返しソニックを一人にしてエミーの変種であるソーン・ローズと彼女の巨大な鳥・バーディーであることが明らかなった怪物に対決する。ソーンは、プリムらは自然を顧みず貪欲にジャングルを荒廃させたスカベンジャーらであり、ジャングルを守るために彼らと対決と説明している。対決間、ソーンはソニックの靴から光が「グレート・グリーン」に似ていることに気づき。それが「パラドックス・プリズム」の緑色のシャードであると信じてソニックはソーンに後で去ることを約束して「グレート・グリーン」に彼を護衛するよう説得する。ソーンが言及する「グレート・グリーン」は実はソニックが元の世界で見慣れたココナッツの木。ソニックは木の下に「パラドックス・プリズム」のシャードを見つけが、ソニックがそれを取ろうとすると、ソーンはソニックを別のスカベンジャーと見なし、彼からシャードを受け取る。 |                                                  |
| 第五話 | Barking Up The Wrong Tree 巨大な木               |
| ソニックは、エミーがココナッツの木を「サプライズ贈り物」としてくれた時のことを覚えている。エミーは木の周りで作られた思い出の重要性を説明だが、ソニックはテイルスらが感傷的すぎてエミーを失望させたため、それを却下した。現在に戻るでは、ソニックはシャードをつかもうとだが、ソーンはその力を使ってプリムらが倒れなくなる間に「ジャングル全体を覆うために植物を更に成長させる」。ソニックはプリムらを説得してソーンとの共通点を見つけさせ、彼らが共存できるようにした。プリムらとソーンは、プリムらがジャングルから天然資源を貪欲に奪い続け、林冠まで追い詰めるまでソーンが激怒するまで友達だったことが明らかなる。ソニックは双方が合って話すように手配だが、プリムらは代わりに彼女が気を散らしている間、ソーンを攻撃する機会としてそれを使用し、彼女を更に激怒らせた。同じココナッツの木が日光不足ために枯れ始めたことに気づいたソニックは、ソーンを騙してハンマーとシャードを上に投げさせ、木の状態を明らかした。これにより、ソーンは善よりも害を及ぼしていることに気づき、プリムらと和解することができる。ソニックは緑色のシャードを取り行き、「ニューヨウクシティ」に戻る。 |                                                  |
| 第六話 | Situation: Grim よくない状況                     |
| 完全な反乱で「ニューヨウクシティ」に戻ったソニックは、「ボスケージメイズ」に移送されてから数週間が経過したことを知りした。ソニックが姿を消した直後、ナインは赤いシャードを持って逃げ、レネゲードとレベルをバドニックの慈悲に置き去り、ラスティは元のプログラミングに戻ったことが判明。その結果、レベルと「レジスタンス軍」のメンバーらはソニックに不信感を抱いている。「レジスタンス軍」の隠れ家に連れて行かれ、レベルはソニックに残された唯一の自然の木であり、「レジスタンス軍」が値する人生の象徴であるココナッツの木の版を示す。「カオス委員会」はソニックからシャードのエネルギーの痕跡からソニックの位置を追跡し、「レジスタンス軍」の隠れ家を攻撃する。ナインが現れ、「シャター・スペース」と呼ばれる別の世界へのポータルを開き、そこでソニックを連れて「ザ・グリム」と呼ばれる不毛の世界に行きる。ナインは、「シャード・エネルギー」を適切に強化して新しい家を作ることで、新しい世界で全てやり直したいと考えていることを認めている。ソニックは、「レジスタンス軍」のメンバーらを放棄することを拒否したため、ナインはしぶしぶソニックを彼なしで「ニューヨウクシティ」に送り返したが、温かい心を持ち、ソニックと「レジスタンス軍」を支援するために戻ってきる。ソニックと「レジスタンス軍」メンバーらが彼らを攻撃している「エッグフォース」を首尾よく打ち負かしている間、「カオス委員会」は巨大な浮遊要塞である「マザーシップ」を解き放ち、ナインを捕らえた。 |                                                  |
| 第七話 | It Takes One to No Place 新しい場所              |
| フラッシュバックでは、シャドウはソニックを追いかけ、ソニックが「パラドックス・プリズム」を粉砕する数秒前に到着する。同時にシャドウはカオスコントロールを使用して「シャター・スペース」の間の空隙にテレポートし、そこに閉じ込められた。現在に戻るでは、ナインを救出する途中で、ソニックはシャドウの幻影が彼に止まることなく進み続けるように言っている見て、ソニックがそうすると、彼の力が始まり、別の「シャター・スペース」である「ノープレイス」の深海に着陸した。そこでは、「伝説の海賊」であるナックルズ・ザ・ドレッドに率いられたバッテン、セイルズ、ブラック・ローズとキャットフィッシュと出会う。ドレッドらはソニックの速度が役に立つと感じ、ソニックを彼らの乗組員に歓迎し、彼はドレッドらがドレッドのかつて乗組員を倒すを助ける。ドレッドは、彼と彼のかつて乗組員が実際は「パラドックス・プリズム」の青いシャードである「悪魔の灯台」と呼ばれる宝物を目指していた方法を説明だが、彼らの船は難破し、ドレッドのかつて乗組員は彼を放棄された。ソニックは青色のシャードを手に入れることを主張するので、ドレッドは彼を船長になる。突然、ラスティと「エッグフォース」が船に到着し、攻撃する。 |                                                  |
| 第八話 | There's No ARRGH In Team チームに海賊はいらない? |
| 「カオス委員会」に捕らえられた後はナインは、「シャター・バース」全体を征服するためにそれを使用できるように「シャター・ドライブ」テクノロジーを彼らに引き渡すことを余儀なくされたが、ナインは彼のユニークな「プリズム・エネルギー」の力ためにソニックが必要になることを彼らに知らせる。シャードらは限られた量の「プリズム・エネルギー」しか与えないため、ソニックの「プリズム・エネルギー」の力で艦隊全体を「シャター・バース」に送ることができ、「カオス委員会」はしぶしぶ同意する。一方、「ノープレイス」では、ラスティとバドニックらでいっぱい潜水艦が反撃を試みるソニックとドレッドらを攻撃だが、ほとんど成功しない。ドローンスキャンしてソニックの靴に「シャード・ナビゲーション・モード」を複製し、プリズムを見つけられるようにした後はラスティは、船を破壊する命令を出す準備をしたが、ブラック・ローズを見た後、思いが削り抵抗しバドニックらに立ち止まるよう命令する。潜水艦が「悪魔の灯台」に向けて出発すると、ドレッドらの船は沈み始める。ソニックはドレッドに戻るよう説得する。ドレッドはー見気が進まなかったが、達成できなかった物を完成させることで恐れられていた海賊として評判が回復することに気づいた後は乗組員に浮力材を使用して船を浮かせさせた。ソニックとドレッドらは全速力で「悪魔の灯台」に向かって航海し、岩をかわし「カオス委員会」の潜水艦に追いつきる。両側は激戦に交戦し、大砲の代わりに「シードッグ」を使用して船上のバドニックらを倒しドレッドは「悪魔の灯台」に向かってスピンダッシュした。ソニックとドレッドの乗組員はソニックが「悪魔の灯台」に急行する前にラスティと迫り来るバドニックらを打ち負かした。貪欲に突然発狂したドレッドは、青いシャードを手に入れ、それを奪おうとするバドニックらを追い払い、山の頂上から突き落とされる。ソニックは彼を救いだが、青いシャードに触れて虚空に姿を消す戻る。しかし、ソニックは激怒なシャドウに停止する。シャドウはソニックに「ホーム？ ホームなどもはや存在しない。君のせいでな！」と言うの前に下に飛び出し、自身を守ろうとする彼に拳を打ちつける。 |                                                  |

### 第2期
| # | 原名 副題                                   |
| --- | ------------------------------------------- |
| 第九話 | Avoid the Void 危険な場合                   |
| 「パラドックス・プリズム」崩壊後、シャドウは虚空に閉じ込められソニックが力を使う時に短時間だけ接触することが出来る。ソニックが虚空に送り返された後、シャドウはソニックと対決り、「パラドックス・プリズム」を粉砕することで現実を破壊し、速度を使う旅に体内の「プリズムエネルギー」を増幅することで自身をテレポート出来るとソニックに告げる。シャドウは、「シャター・スペース」を除いてはどのシャター・スペースにも入ることが出来ないことを明らかにし、そこからは元の宇宙、今は不毛になっている。シャドウはソニックをパラドックス・プリズムの休息場所に連れて行き、そこにはシャードがあり、シャードをこの世界に持ち込んで接続すればメインの世界を復元出来ると説明する。しかしシャドウは、規制当局を連れてシャードを自身で見つけることを決意する。ソニックとシャドウはグリーンヒル全体で激戦し、その後シャドウが虚空に戻りソニックはプリズムエネルギーを制御して彼を追いかける。2人とも「カオス委員会」のマザーシップがボスケイジ・メイズに向かう見てシャドウは後を追おうとするが失敗する。ソニックがブラックホールに落ちようとしていたシャドウを救った後、シャドウはしぶしぶ彼を信頼し、ソニックがボスケイジ・メイズに入る時に現実を修正するために協力することを決意する。 |                                             |
| 第十話 | Battle in the Boscage ボスケイジでのバトル  |
| 捕らえられたナインはシャードを見つける方法を知っているためドクター・バブルとドクター・ドントを助けることを余儀なくされる。しかし、ソーン・ローズはカオス委員会のエッグフォーサーたちに反撃し、プリム達に助けを求める。一見プリムは戦いを拒否だが、ソニックはソーンを見つけ、エッグフォーサーたちと戦うを手伝う。ナインはソニックと通信出来るようにエッグフォーサーたちの1人を密かにハッキングする。ソーンとソニックはドクター・バブルのメカと戦うが、シャードがバーディーの物であることをふたりの医師が知っていることに気づいたソーンは逃げる。しかし、ソニックとプリム達は戦いに参加する。ソニックはソーンにエッグフォーサーたちを誘き寄せるためにそのかけらを渡すよう伝えようとする。しかし、ナインはソニックにカオス委員会の前で次のシャードを入手することに集中するように指示す。だが、ナインの計画に賛同したシャドウはソニックをノープレイスに叩き込む。 |                                             |
| 第十一話 | Second Wind 反撃開始                        |
| ドレッド達はシャードとカオス委員会の戦艦を強奪した。ソニックは彼らに戻り、水の上と水中でドクターたちを追いかけた後、両者は交戦する。ドクター・ディープがシャードを奪ったとき、ドレッドはソニックはにそれを取り戻すよう命じるが、ドレッドたちには自身が彼らを見捨てたと嘘をうき、戻ってきたソニックに敵対するように仕向ける。 |                                             |
| 第十二話 | No Way Out 大きな壁                         |
| ドレッドたちの敵対的な言動によりソニックはドレッドたちに追われながらシャードを持って逃げることを余儀なくされる。カオス委員会のマザーシップがドクターたちの救出へ向かう中、シャドウは虚空で彼らの到着を遅らせようとする。ソニックがシャードを回収し、ノープレイスから出ようとしたとき、マザーシップの到着によって中断された。カオス委員会がシャードを奪い去ろうとする中、ドレッドはマザーシップに密かに隠れ、ソニックはドレッドたちの助けを借りて追跡する。 |                                             |
| 第十三話 | A Madness to Their Methods ありえないやり方 |
| ニューヨウクに戻った後、カオス委員会は新しいシャードを使用してレジスタンス軍に対抗するためにマシンをパワーアップした。ソニックはレベルとナックスに加わり、レジスタンス軍はソニックがカオス委員会を完全に終わらせるのを支援することを決定する。一方、ミスター・ドクター・エッグマンは、ソニックを倒す方法についてアイデアを得るためにナインと会話することにした。ナインはソニックに連絡し、レベルとナックスを従えてカオス委員会の要塞に入るように指示するが、ソニックに似たロボットに遭遇するだけだった。 |                                             |
| 第十四話 | Double Trouble ダブルトラブル               |
| カオスソニックと名乗ったロボットはソニックと交戦し、ニューヨウク全域で速度なバトルを強いられる。ナインは脱出の機会を捉え、ソニックがカオスソニックを破壊するのを手伝い。再会したソニックとナインはシャードを手に入れるが、カオス委員会に追い詰められる。 |                                             |
| 第十五話 | Cracking Down Dr.エッグマンの支配           |
| ニューヨウクを逃げる後、ナインは「ザ・グリム」に到着し、「ザ・グリム」を居住可能にすることを目的とした幾つかのテストのため、そのシャードと自身のシャードを使用まった。ソニックとナインはシャードを持ってカオス委員会から脱出し、立ち去るためにカオス委員会の船に辿り着くが撃墜され、ラスティとブラック・ローズがカオス委員会を遠ざけるしつつ、徒歩で逃げることを余儀なくされる。シャードの入ったケースを運ぶため、虚空に入るのに十分な速度を上げることができず、2人はカオス委員会によって開かれた不安定なポータルを使用することにした。 |                                             |
| 第十六話 | Ghost of a Chance 勝ち目なし                |
| カオス委員会はプリズム・シャードたちを回収するためにゴーストヒルに到着する。ソニックとシャドウがエッグフォーサーたちを撃退する一方、ナインはパラドックス・プリズムの再構築に取り組む。戦いの最中、カオス委員会はシャドウの姿に衝撃を受け、この世界版のソニックであると信じた。ソニックの現実はすぐに復元されたが、それはほんの一瞬だけであり、シャードの再構築が機能していることを意味する。ドクター・ディープとドクターバブルが派遣されソニックとシャドウの注意を逸らすためにプリズムエネルギーでアップグレードされ、エッグフォーサーたちがナインを攻撃するしつつ、カオス委員会のふたりのメンバーが2人のヘッジホッグを圧倒する。ソニックはプリズムを持って山に戻りナインに状況を報告する。要求に応じて、ナインはソニックにプリズムから追加のエネルギーを注入する。追加のエネルギーで速度と強さを増幅させたソニックが戻ってきてドクター・バブルとドクター・ディープを倒す。敗北を認めることを拒否したエッグマンは、元の相手の形と形で角柱状の巨人を作り、それをプリズムに向けて送り出す。ナインは巨人形態のエッグマンのエネルギー周波数に合わせてより多くプリズムエネルギーをソニックに注入し、ソニックはそれを使用して巨人形態のエッグマンを破壊する。戦いの後、ソニックはグリーンヒルがまだ復元されていないことに気づき、ナインはザ・グリムにもう1つのシャードがあることを明らかにする。自分以外誰も信頼出来ないと決心したナインは、ソニックをシャドウと共に山の中に一人残してシャードと共にザ・グリムへ向かう。 |                                             |

### 第3期
| # | 原名 副題                                  |
| --- | ------------------------------------------ |
| 第十七話 | Grim Tidings くずれた世界                  |
| ソニックを裏切られたナインはパラドックス・プリズムを再構築するため、そのシャードをザ・グリムに持ち込み、それを使ってザ・グリムを変身させ、自分の要塞を構築する。これによりシャター・スペースは崩壊だが、ゴーストヒルへの入り口が爆発すると同時にソニックとシャドウは何とか虚空に逃げ込み、カオス委員会はニューヨウクシティに逃げ帰る。ソニック・シャドウはナインとの対決だが、彼の行動がザ・グリムの門の崩壊を引き起こしていることに気づく。しかし、ソニックとシャドウは門の側面の亀裂から侵入することに成功する。ナインはソニックの言うことを拒否し、代わりにプリズム・エネルギーを使用して、ソニックの別のロボット版である「アルファグリムソニック」を作る。ソニックとシャドウは何とかアルファグリムソニックを鎮圧することに成功するが、ナインはソニックの友達のクローンたちを明らかにし、2人との戦う。ソニックはザ・グリムが崩壊し始めていることをナインに理解させようとするが、ナインはプリズムを安定させるにはソニックのエネルギーが必要だと主張する。ナインがソニックと、その力を狙っていることを知ったシャドウは、サイクロンを発生させ、ソニックを空へと放ち、ザ・グリムの外へ追い出す。グリムバーディーがソニックのエネルギーを追い詰める一方、シャドウはロボットたちに圧倒される。 |                                            |
| 第十八話 | Dome Sweet Dome いとしの我がドーム         |
| ソニックはアルファグリムバーディーとその手下たちからなんとか逃げ出し、その後、援軍を見つけるためにニューヨウクに再突入する。ソニックがアルファグリムバーディーにさらに追われ、民間人を危険に晒すためにシャタースペースを操作するナインから逃れようとする中、レベル、レネゲイド、そして他のシャタースペースの変種たちはソニックの側で戦うために団結られた。カオス委員会の協力を得て、ソニックとその仲間たちはグリミオンたちを無効化し、アルファグリムバーディーを撤退された。ソニックはカオス委員会と交渉し、プリズム力を使ってマザーシップのシャタードライブを充電する代わりにフォースフィールドを活性化し、ナインの攻撃から住民たちを守る代わりにニューヨウクの住民たちに保護区を与えるよう交渉する。ソニックが仲間たちの平和を仲介しようとする中、キャットフィッシュ、セイルス、バッテンは急速に朽ち果てていくノープレイスの沈没船に閉じ込められた。 |                                            |
| 第十九話 | No Escape なんとかしないと                 |
| ソニックとブラック・ローズは、セイルス、キャットフィッシュ、バッテンがどこにも立ち往生していることを発見し、ナインはソニックを捕まえるためにさらにアルファグリムバーディーを派遣する。ローズたちも加わり、ソニックは危険な救出ミッションを率いてノープレイスへ出発する。チームがニューヨウクに戻ると、カオス委員会からアドバイスを受けたソニックはナインに自身を委ねることを決意し、そうするならデニズンたちを救うと交渉し、ナインもそれに同意する。ザ・グリムへ向かい後、ソニックはナインと対峙、自分の行動にも関わらず、彼を友人だと思っていることを思い出させる。ナインがソニックのプリズムエネルギーを吸い上げる前に、デニズンたちはエネルギーサインにロックオンしてソニックを追跡したカオス委員会からドームへのポータルを開き、彼を支援し、ナインを厳戒態勢にした。 |                                            |
| 第二十話 | Nine's Lives ナインのパワー                |
| ナインはプリズムの力を使ってグリミオンたちの軍団を作り、ソニック側とナイン側が激戦を始める。ソニック側は最初は劣勢でしたが、マンジーとセイルスは破壊されたグリミオン団を手に取り、その部品を使って強力な爆弾を作り、爆発の中で自分自身を犠牲にしたように見えた。ソニックは喧嘩する仲間たちを結集させて協力し、レベルに主導権を握らせることを決意。レベルはまた、ナインがソニックを狙っているため、待機して支援するようソニックに命令する。グループは協力することで状況を好転させ始め、他のメンバーたちへのサポートを提供し続けるが、ナインは混乱と悔しさを感じる。それに激怒したナインは、ビッグの分身のロボットを召喚するため、より多くのプリズムエネルギーを使用。 |                                            |
| 第二十一話 | Home Sick Home 作戦失敗                    |
| ナインはレジスタンス軍にグリムビッグを放ちだが、より多くのグリミオンたちを生み出すと簡単に圧倒された。ソニックは追い詰められ、亀裂に突き落とされたが、シャドウによって救われる。シャドウが戦いに加わり、ソニックは支援を続けるが、グリムビッグは破壊的な火力で攻撃。ナインがミスター・ドクター・エッグマンのマザーシップにさらに多くのグリミオンたちを失った後、グリムビッグがマザーシップを攻撃、レーザーたちを無効にした。ナインはスカベンジャーたちの接近に気付き、それを阻止するためにより多くのプリズムエネルギーを吸い上げ、グリムビッグと他のロボットを弱体化。しかし、グリムビッグが再び攻撃する前に、大砲がそれを破壊された。 |                                            |
| 第二十二話 | The Devil Is in the Tails ここからが勝負だ |
| グリムビッグを破壊後、チームはナインの要塞に乗り込む。しかし、ナインはマザーシップを破壊し、ミスター・ドクター・エッグマンを逃亡させ、ドクター・ダインイットの船も撃墜された。激怒したソニックは仲間たちを集め、ナインを倒す計画を立てる。ソニックはより多くのプリズムエネルギーを使って彼を圧倒するナインを迎え撃って激戦。要塞から落ちたソニックは、グリムシューズに「六角形の足場と盾を作り、ナインの攻撃から自身を守る新しい能力」を発見する。明らかな終焉を生き延びたセイルスとマンジーは、戦いの流れを変えるため、グリムビッグの残骸を掌握する。グリミオン団がほぼ全ての力を失う中、レジスタンス軍は彼らの策略を明らかにした。ナインがプリズムエネルギーの過剰な行使により益々激怒となる中、レネゲイドがソニックに加わりナインと対峙一方で、他の者たちはアルファボットたちを破壊しグリミオン団を無力化。アルファグリムソニックはソニックとレネゲイドを取り囲む前にシャドウを妨害するが、シャドウは回復してそれを破壊された。ソニックはレネゲイドを呼び止め、ナインと話そうとするが、ナインは彼を要塞に押し込む。 |                                            |
| 第二十三話 | From the Top やり直そう                    |
| ソニックとナインは要塞に落ち、ソニックが説得しようとすると、入り口近くにハンモックがあるのを発見し、2人のために家を作るうとするナインの努力を自身が評価できていなかったことに気付く。一方、デニズンたちはプリズムエネルギーでドームが縮んだ内部に侵入する。ソニックはナインに自分の行動を謝罪し、ナインは折れて自分のやり方の誤り気付いた。ソニックが問題の解決策を見つけるよう促すと、ナインはソニックからエネルギーのかけらを吸い取ってプリズムを修復することを提案するが、ソニックが存在しなくなる可能性があると警告する。ソニックは同意し、プリズムエネルギーを吸い上げ、ギアのリアクターを破壊された。プリズムが固定されると、カオス委員会はそれを奪おうとグループを裏切りだが、ソニックが彼らを誘惑して誰がプリズムを制御するかを巡って争いを引き起こし、デニズンたちが彼らの不意を突いて虚空に追放することを許される。グリーンヒルへのゲートウェイが開くと、シャターバースのデニズンたちはソニックがゲートウェイに到達するのを手伝う前にソニックと別れた。残り時間が少なくなったシャドウは、ソニックが瀕死状態とだった前に、ソニックをゲートウェイまで運びた。旧友と宿敵の再会を喜び、ソニックは彼らと協力し、ドクター・エッグマンを倒す。シャドウが到着し、自分自身とパラドックス・プリズムを未知の場所にテレポートさせ、そのため、エッグマンのプリズム計画が失敗に終わった。ソニックたちは全てが終わった後平和な生活を送りだが、大きな衝撃波が発生した。チームソニックが再び戦いを始め、物語は完全に終わった。 |                                            |